# طیف‌سنجی پلاسمای جفت‌شده القایی
طیف‌سنجی پلاسمای جفت‌شده القایی (به انگلیسی: Inductively Coupled Plasma) از جمله روش‌های طیف‌سنجی گسیلی اتمی است که در آن از طریق جریان الکتریکی برای تغییر میدان مغناطیسی متغیر با زمان برای ایجاد القای الکترومغناطیسی و پدیدآوردن محیط گرم پلاسما استفاده می‌شود. اتم‌سازی در این روش به کمک پلاسمای تولید شده توسط یک گاز نجیب (عمدتا آرگون و در موارد محدودی از گاز هلیم) صورت می‌گیرد.
استفاده از گاز آرگون برای تولید پلاسما به دو دلیل است: اولا به دلیل فراوان بودن گاز آرگون، استفاده از آن ارزان تر از بقیه گازهای نجیب است. دوما اولین پتانسیل یونش آن بالاتر از عناصری مانند هلیم، فلوئور و نئون است بنابراین واکنش الکترون‌گیری آرگون، راحت‌تر از الکترون‌گیری سایر عناصر است. در نتیجه یون فلزی مورد نظر، مدت زمان بیشتر در محیط می‌ماند.

## برتری‌ها
۱) این روش در مقایسه با روش‌های دیگر، روشی حساس‌تر، با حد تشخیص بهتر و تکرارپذیری بالاتر به خاطر دمای ثابت محیط آزمایش است. از این روش می‌توان برای تعیین مقدار بیشتر عناصر (بجز آرگون) در حد ذره در میلیون (پی‌پی‌ام یا parts-per-million) یا حتی ذره در میلیارد (پی‌پی‌بی parts-per-billion) استفاده کرد.
۲) چون در این روش الکترودها کاملاً خارج از منطقه تحریک اتم‌ها هستند احتمال مزاحمت‌های شیمیایی در آن بسیار پایین است. زیرا محیط شیمیایی خنثی و بدون اکسیداسیون است. در نتیجه، زمان ماندگاری بالا و حساسیت اندازه‌گیری نیز بیشتر می‌شود. در مقابل این روش، پلاسمای جفت شده خازنی یا CCP (به انگلیسی: Capacitively Coupled Plasma) وجود دارد که الکترودهای آن درون منطقه تحریک اتم‌ها و تماس با پلاسما قرار می‌گیرد.

## روش آزمایش
پلاسمای جفت شده القایی از یک مشعل با سه لوله متحد المرکز از جنس کوارتز تشکیل شده‌است. درون هر لوله گاز آرگون (با سرعت‌های متفاوت) جهت خنک کردن و انتقال نمونه به درون پلاسما جریان دارد. در بالای بلندترین لوله مشعل، یک سیم‌پیچ‌ القایی (Induction Coil) وجود دارد که نیروی آن توسط یک ژنراتور امواج رادیویی (RF Frequency Generator) تأمین می‌شود.
سیم‌پیچ‌ها می‌توانند به سه شکل ۱) تخت ۲) مارپیچی و ۳) حلزونی باشند. هنگامیکه یک جریان الکتریکی متغیر با زمان از درون سیم‌پیچ می‌گذرد یک میدان مغناطیسی متغیر با زمان در اطراف آن پدید می‌آید که در مقابل باعث ایجاد میدان الکتریکی در گاز آرگون و یونیزه‌شدن آن می‌شود. یون‌ها (ذرات دارای بار الکتریکی) و الکترون‌های حاصل از یونیزاسیون با میدان مغناطیسی تولید شده توسط سیم پیچ القایی برهمکنش می‌دهند و در نهایت سبب ایجاد جریان الکترون و یون‌ها در مسیرهای ∞ شکل و تشکیل پلاسما بر اساس معادله هامیلتون-ژاکوبی می‌شود. اتم‌های یونیزه نشده آرگون در درون پلاسما دراثر برخورد با یون‌ها، یونیزه شده و بدین ترتیب محیط پلاسما در طول آزمایش پایدار باقی می‌مانند.
دمای پلاسما بین ۶۰۰۰ تا ۱۰۰۰۰ درجه کلوین (نزدیک به سطح خورشید) و انرژی ذرات مورد آزمایش در این دما بین ۶ تا ۱۰۰ الکترون‌ولت متغیر است.
در این زمان نمونه مورد نظر به کمک گاز آرگون به قسمت بالای لوله‌ها که حاوی پلاسمای داغ است هدایت می‌شود. نمونه می‌تواند به صورت هواپخش (Aerosol) یا پودر بسیار ریز وارد مشعل شود و پس از تبخیر در گرمای بسیار زیاد، تحت تأثیر انرژی الکترون‌ها و یون‌ها محیط به اتم‌های تشکیل دهنده خود تبدیل و در نهایت در محیط بسیار گرم پلاسما برانگیخته می‌شوند. پرتوهای نور ساطع شده از عناصر پس از عبور از یک تکفام‌ساز (Monochromator) به یک افزاینده فوتوالکتریک (Photomultiplier) می‌رسند تا مقدار آن اندازه‌گیری شود. با رسم منحنی شدت خطوط طیفی حاصل از دستگاه، بر حسب غلظت عنصر مورد نظر (منحنی کالیبراسیون) می‌توان غلظت عناصر را به راحتی تعیین کرد. بدین ترتیب امکان تشخیص و اندازه گیری غلظت عنصر مورد نظر را فراهم می‌شود.

## روش‌ها
طیف‌سنجی پلاسمای جفت شده القایی به چهار روش قابل انجام است:
- طیف‌سنجی انتشار اتمی یا ICP-AES به انگلیسی (Atomic Emission Spectroscopy)
- طیف‌سنجی جرمی یا ICP-MS به انگلیسی (Mass Spectrometry)
- سونش پلاسما یا ICP-RIE به انگلیسی (Reactive-Ion Etching)
- تحریک گاز نجیب برای تبدیل به حالت ناپایدار[۶]

## نگارخانه

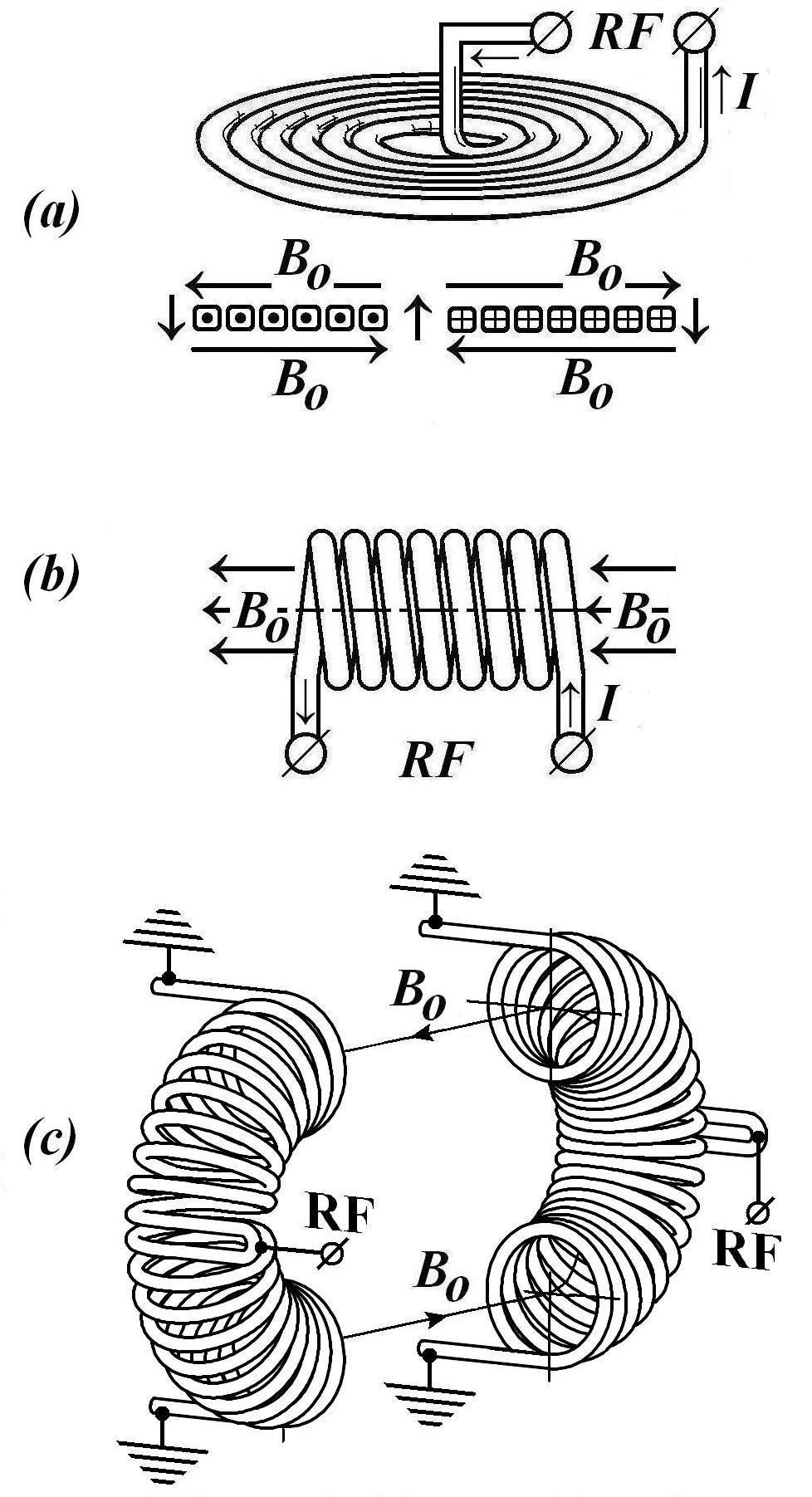
انواع حالت‌های قرارگیری الکترود: a) الکترود تخت b) الکترود مارپیچی c) الکترود حلزونی
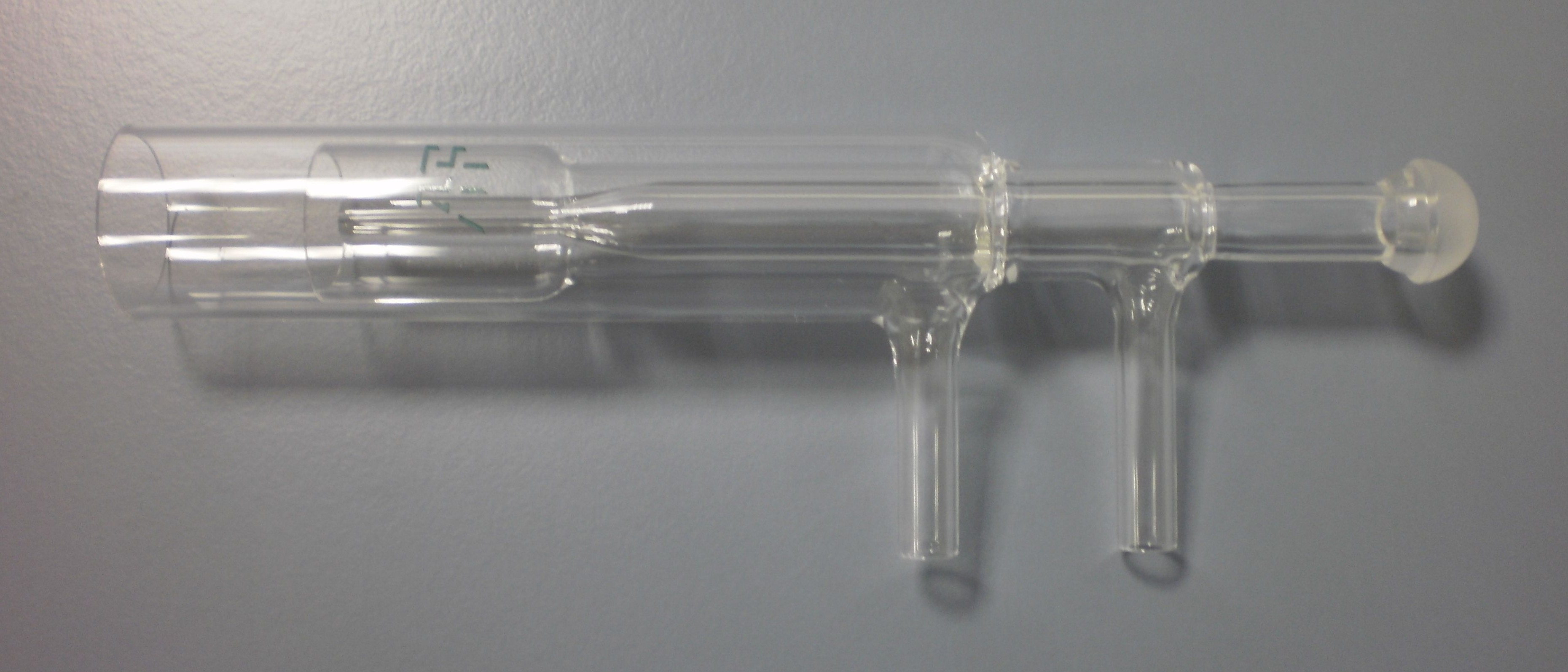
مشعل کوارتزی ICP
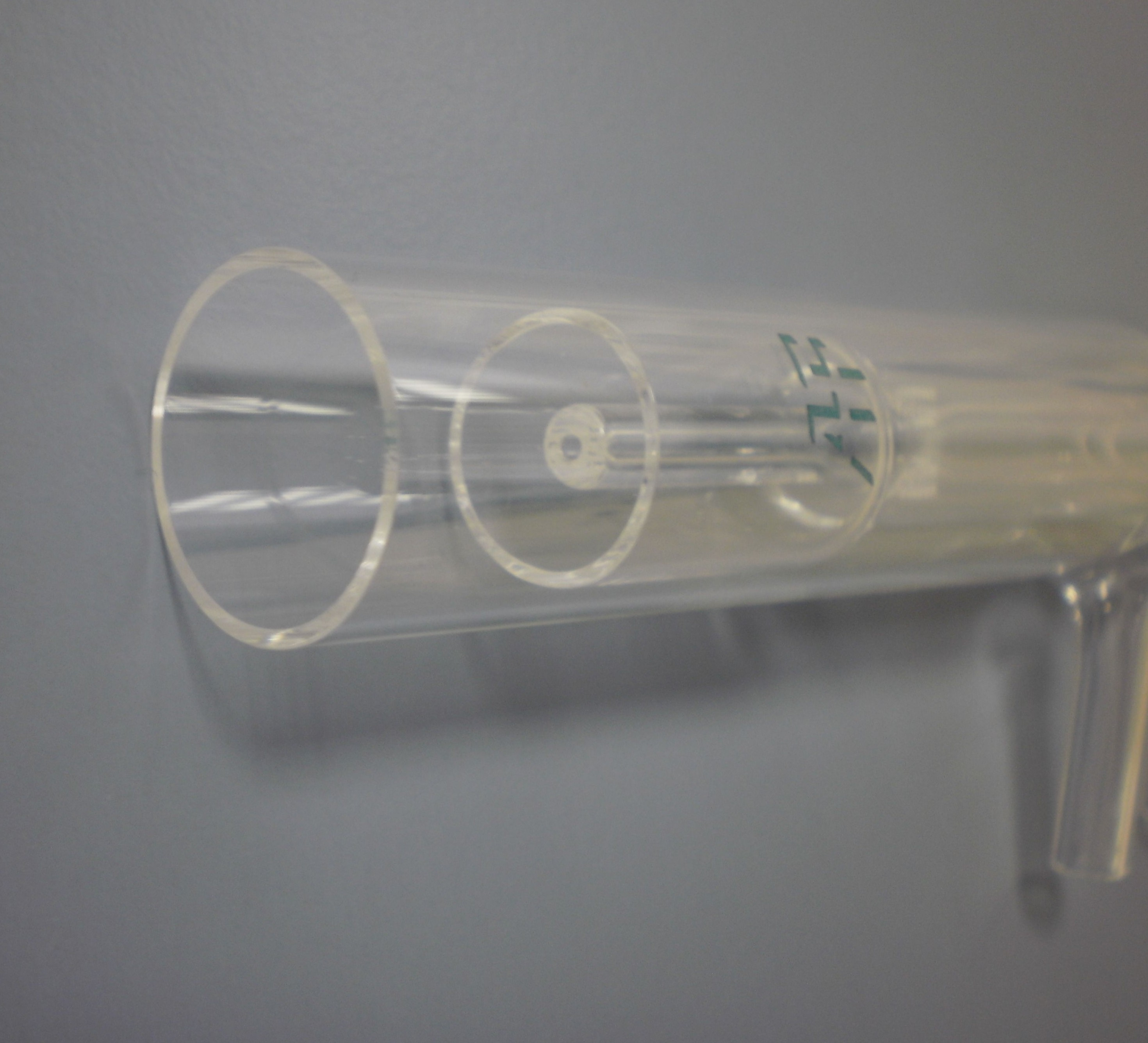
لوله‌های منتهی به مشعل ICP
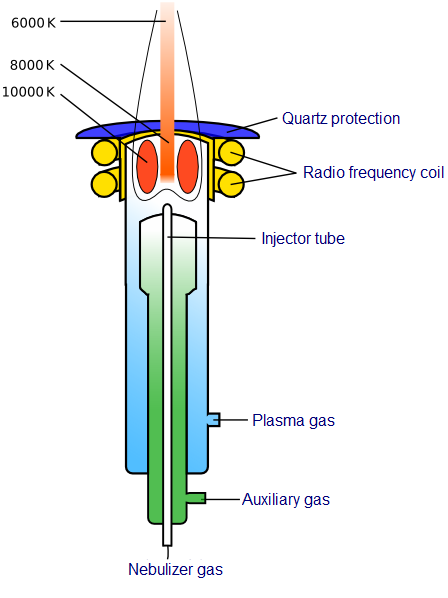
جزئیات مشعل ICP
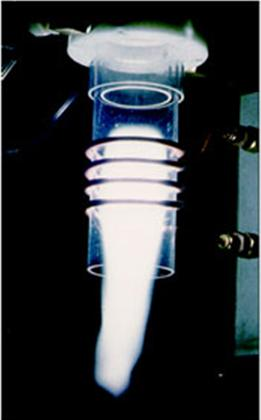
ورود پلاسمای یونیزه شده به مشعل
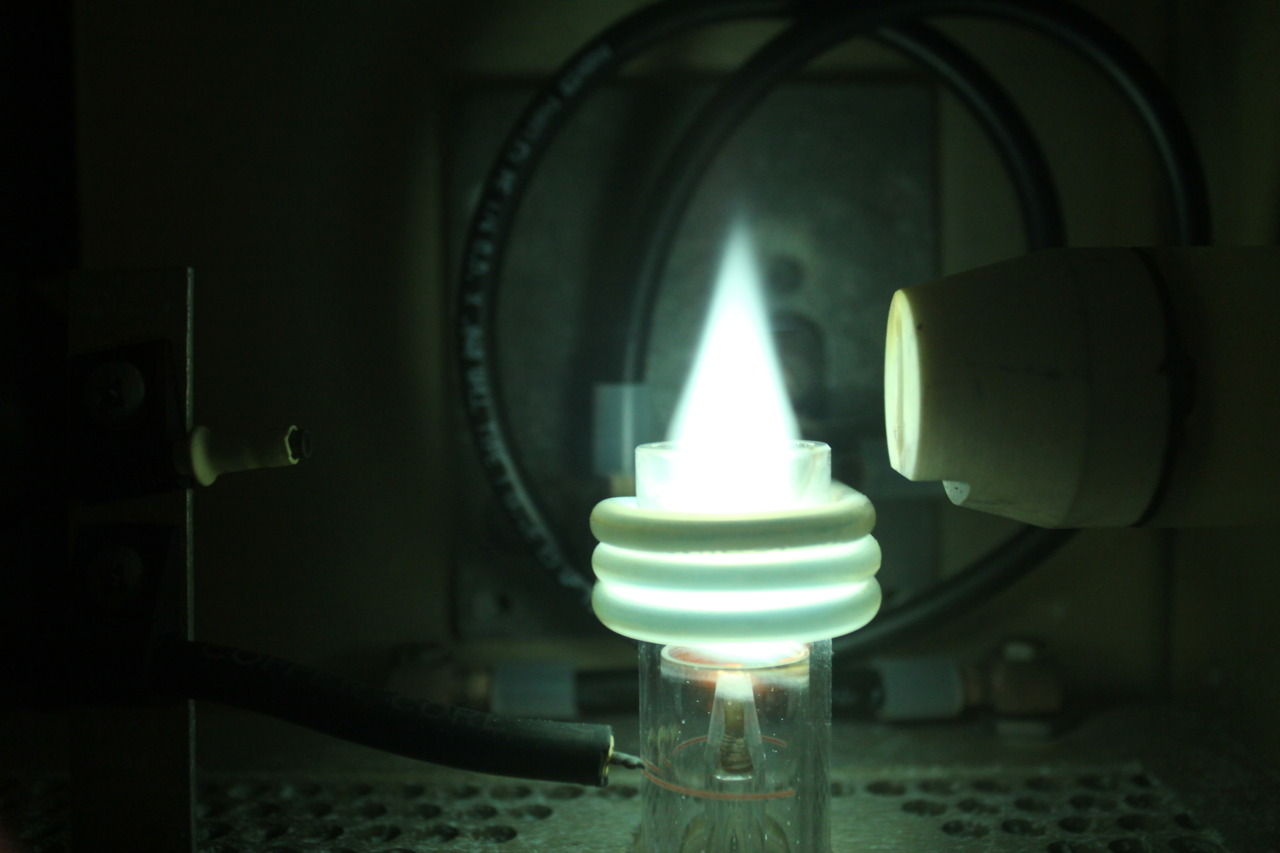
خروج پلاسمای داغ از مشعل در مقابل افزاینده فوتوالکتریک
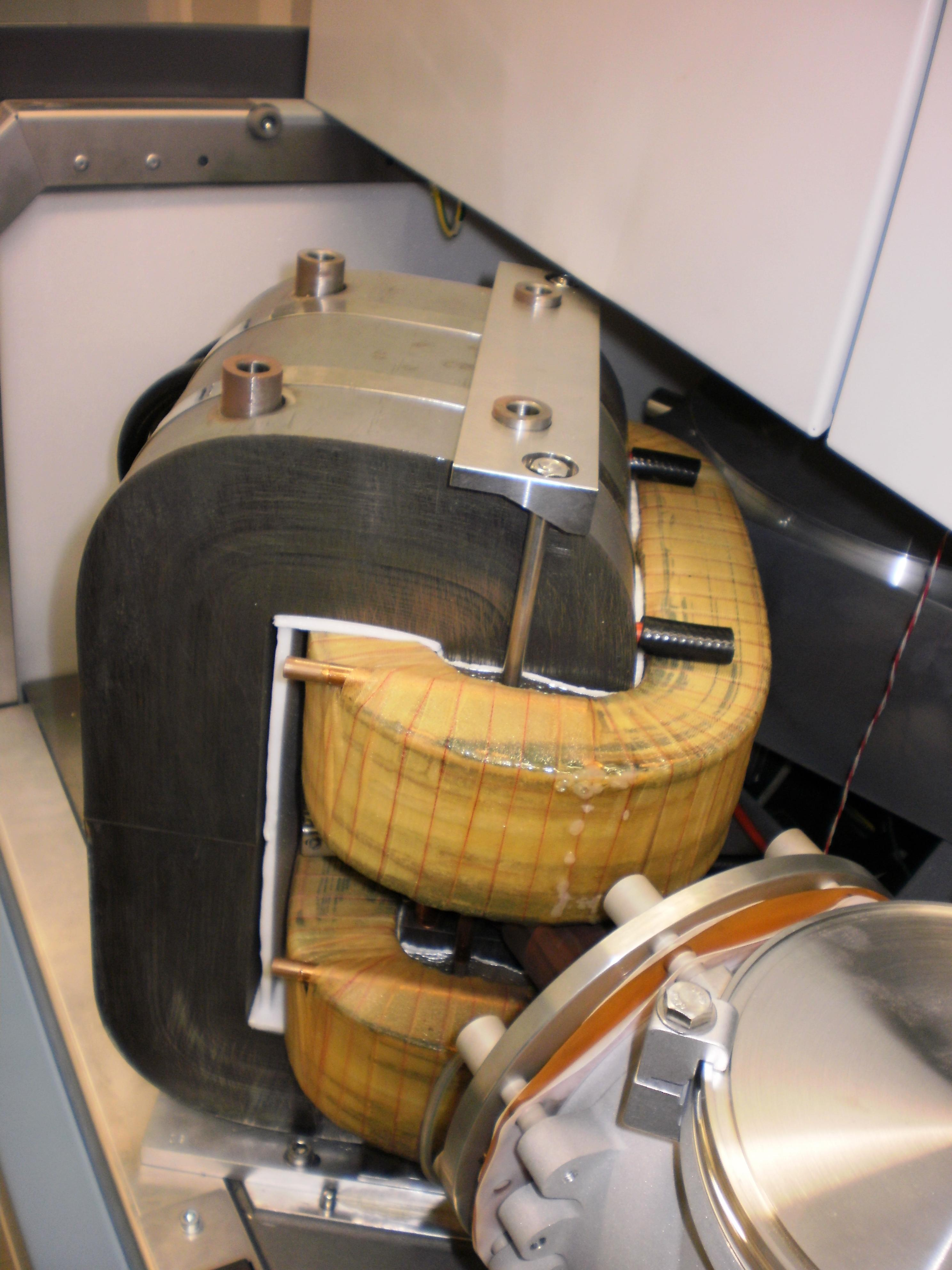
مگنت ICP